# Триглиц
Триглиц (њем. Triglitz) општина је у њемачкој савезној држави Бранденбург. Једно је од 26 општинских средишта округа Пригниц. Према процјени из 2010. у општини је живјело 548 становника. Посједује регионалну шифру (AGS) 12070393.

## Географски и демографски подаци
Триглиц се налази у савезној држави Бранденбург у округу Пригниц. Општина се налази на надморској висини од 62 метра. Површина општине износи 31,5 km². У самом мјесту је, према процјени из 2010. године, живјело 548 становника. Просјечна густина становништва износи 17 становника/km².